# 3人の信長
『3人の信長』（さんにんののぶなが）は、2019年9月20日公開の日本の時代劇映画。

## 概要
信長が今川の残党に捕まった。しかも3人も。いったい誰が本物の信長なのか！？　主君の敵を討つため、今川の家臣たちは、あの手この手で、本物を突き止めようとするが。

## あらすじ
浅井長政の裏切りで、浅井・朝倉軍に追われ敗走する信長が、今川義元の残党に捕まってしまう。彼らは義元の敵を討とうと信長の首をはねようとするが、さらに1人、さらにもう1人、信長が捕まった。いったい誰が本物なのか！？　信長の癖を調べたり、あの手この手で本物を探そうとするが、一向に真相がつかめない。

## キャスト
- 信長・甲：TAKAHIRO
- 信長・乙：市原隼人
- 信長・丙：岡田義徳
- 瀬名信輝：相島一之[3]
- 半兵衛：前田公輝[3]
- ：奥野瑛太
- 朽木ハル：坂東希[3]
- 蒲原氏徳：髙嶋政宏[3]

## スタッフ
- 監督・脚本：渡辺啓
- 主題歌：MAN WITH A MISSION「86 Missed Calls feat. Patrick Stump」（Sony Music Records）
- 配給：HIGH BROW CINEMA
- 制作：イメージフィールド
- 製作：「3人の信長」製作委員会（LDH JAPAN、KADOKAWA、朝日新聞社、ポニーキャニオン、ローソン、イオンエンターテイメント）